# Pavel Sergheevici Aleksandrov
Nu trebuie confundat cu Aleksandr Danilovici Aleksandrov!
Pavel Sergheevici Aleksandrov (în rusă Па́вел Серге́евич Алекса́ндров, n. 7 mai 1896 - d. 16 noiembrie 1982) a fost un matematician rus sovietic, reprezentantul școlii de topologie din Moscova.

## Biografie
S-a născut în orașul Bogorodsk, tatăl său, Serghei Aleksandrovici, fiind medic.
În anii de școală a fost puternic influențat de profesorul său, Aleksandr Romanovici Eighes, care l-a determinat să devină matematician.
A urmat secția de matematică a Universității din Moscova, unde a avut ca profesori pe Dmitri Egorov și Nikolai Luzin.
În 1923 începe o serie de călătorii peste hotare, unde îi cunoaște pe David Hilbert, Felix Klein, Luitzen Egbertus Jan Brouwer și alții.
Prin dialogul cu aceștia, ridică prestigiul matematicii ruse în străinătate.
Aleksandrov a fost un bun pedagog și organizator.
În 1935 a condus prima conferință internațională de topologie din Moscova.
În 1958, a luat parte la Congresul Matematicienilor Germani de la Dresda și la Simpozionul de Topologie din Praga din 1962.
Aleksandrov a fost membru al Academiei de Științe a URSS.

## Contribuții
În 1916, a demonstrat că orice mulțime boreliană numărabilă conține o mulțime perfectă nevidă.
Începând cu anul 1920, s-a ocupat de topologie, care a rămas principalul său domeniu de activitate.
Astfel, în 1923 a elaborat teoria spațiilor discrete.
În 1965, s-a ocupat de varietățile lui Cantor.
Aleksandrov a dat o nouă demonstrație a teoremei lui Peano, în legătură cu teoria generală a curbelor integrale, definite de ecuațiile diferențiale ordinare.

## Scrieri
- 1942: Proprietăți omologice de situație ale complexelor și ale mulțimilor închise, lucrare distinsă cu Premiul Stalin Clasa I;
- Priviri asupra noțiunilor fundamentale ale topologiei.

Aleksandrov a mai scris diverse studii despre Lobacevski.